# Effektive Stücke

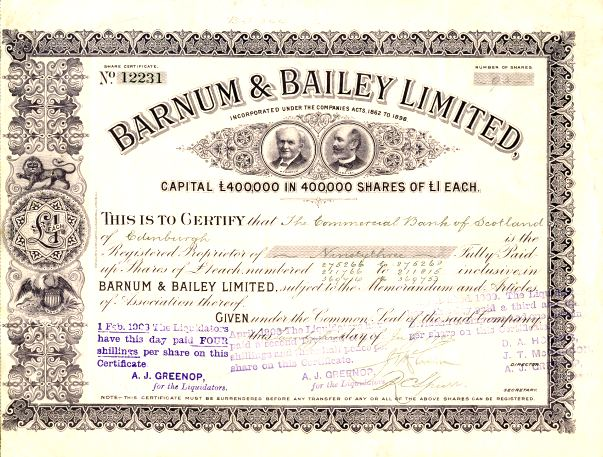
Aktie von Barnum & Bailey Limited

Als effektive Stücke (auch Tafeln) werden im Bankwesen physisch vorhandene, also tatsächlich gedruckte Effekten oder Edelmetalle bezeichnet. Der Gegensatz dazu sind elektronische Wertpapiere oder nicht-physisch verbuchte Edelmetalle.

## Allgemeines
Der Fachausdruck „effektive Stücke“ betrifft zwar Effekten, ist hiervon jedoch nicht abgeleitet. Vielmehr betrifft er effektiv (tatsächlich und körperlich) vorhandene Wertpapiere im Gegensatz zu Wertrechten im Rahmen der Girosammelverwahrung, die lediglich noch buchmäßig vorhanden und deshalb nicht auslieferbar sind. Effektive Stücke werden von Emittenten heute aus Kostengründen nur selten angeboten. Frühere Nonvaleurs genießen heute unter Sammlern hohe Sammlerwerte.

## Aufbau

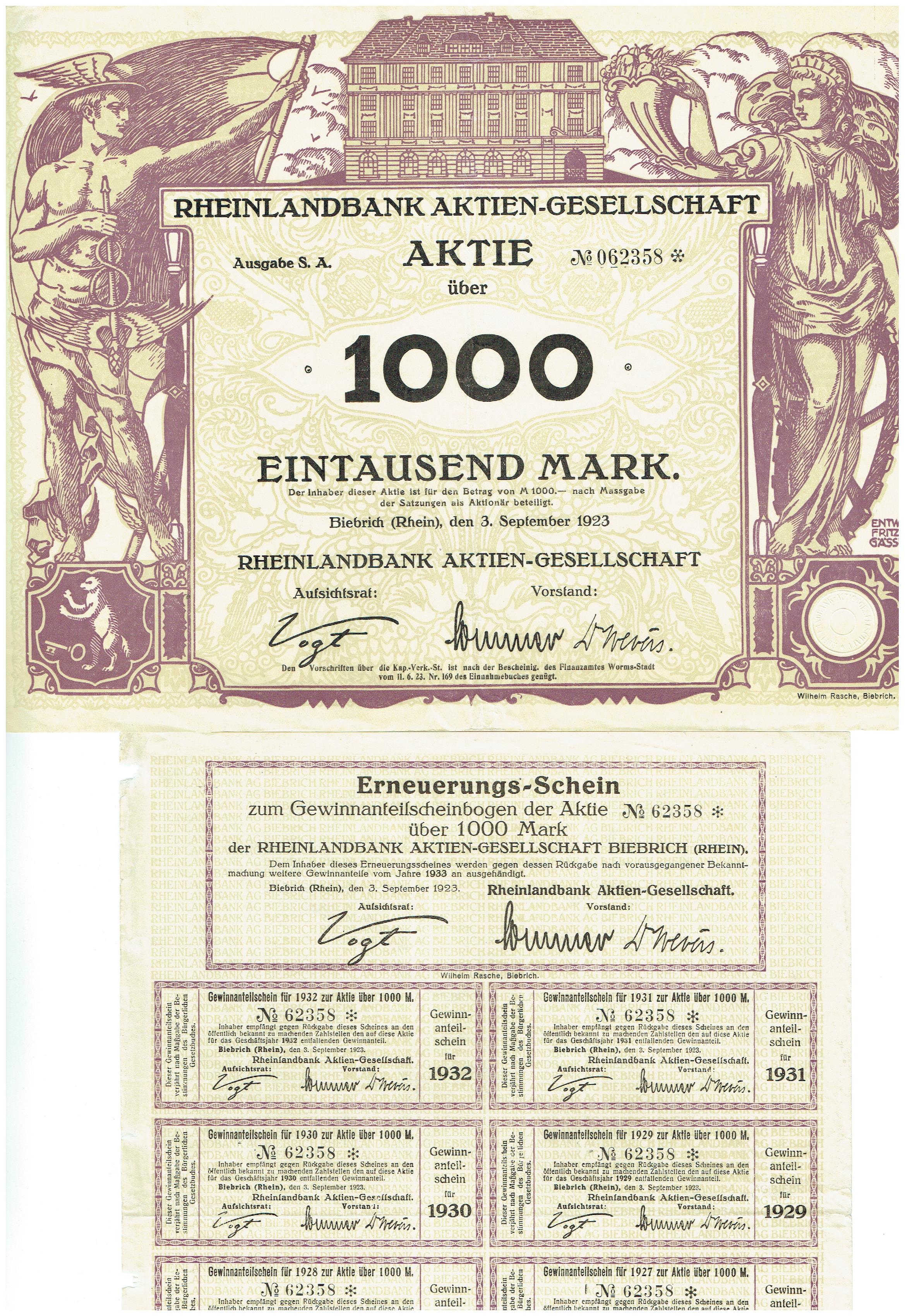
Aktie der Rheinlandbank AG vom 3. September 1923 – Mantel und Bogen

Ein effektives Stück besteht in der Regel aus Mantel und Bogen.

### Mantel
Der Mantel verbrieft das Forderungs- oder Mitgliedschaftsrecht.

### Bogen
Der Bogen verbrieft das Recht auf Ertrag. Er besteht aus Kupons (Zinsscheine) sowie einem Talon.

#### Kupons
Die Kupons (Gewinnanteilsscheine) berechtigen zum Bezug von Dividenden oder Zinsen. Sie werden bei einer Depotverwahrung zentral eingereicht; bei Eigenverwahrung muss man selbst den jeweils aufgerufenen Kupon abschneiden und bei einer Bank einreichen. Ebenso muss bei Eigenverwahrung auch auf Veränderungen wie Aktiensplitting oder Kapitalerhöhungen geachtet werden. Bei letzteren wird ein Kupon zur Ausübung des Bezugsrechts aufgerufen.

#### Talon
Der Talon (Erneuerungsschein) dient dazu, einen neuen Bogen zu beziehen, falls alle Kupons aufgebraucht sein sollten.

## Arten
Im Wertpapierrecht werden folgende Verbriefungsformen unterschieden:
- Effektive Stücke bestehen aus dem Mantel und dem Bogen, der maximal 20 Kupons enthält. Der Druck unterliegt strengen Druckrichtlinien der Börsen.
- Globalurkunden werden bei Emissionen mit kurzfristiger Laufzeit oder Fälligkeit ausgegeben wie beispielsweise deutsche Anleihen. Technische Globalurkunden ermöglichen effektive Stücke auf Verlangen eines Anlegers. Die häufigeren Dauerglobalurkunden schließen effektive Stücke jedoch aus.[2]
- Schuldbucheintragungen im Bundesschuldbuch schließen eine Verbriefung in effektiven Stücken gemäß § 6 Abs. 3 Bundesschuldenwesengesetz (BSchWG) aus.

## Gestaltung
Wertpapiere, die an Wertpapierbörsen gehandelt werden, müssen im DIN-A4-Format gedruckt sein. Bei Stammaktien und Investmentanteilen ist der Mantel im Querformat, bei Vorzugsaktien, Genussscheinen oder Anleihen im Hochformat zu drucken; Bögen werden stets im Hochformat gedruckt.

## Einlieferung
Bei der Einlieferung effektiver Stücke aus der Eigenverwahrung durch Kunden müssen Kreditinstitute besondere Sorgfalt wahren:
- Mantel und Bogen müssen vollzählig sein und zusammengehören (übereinstimmende Stückenummer von Mantel und Bogen)
- die Wertpapiere müssen echt sein
- die Wertpapiere müssen lieferbar sein
- die Wertpapiere dürfen keine Beschädigungen aufweisen
- die Wertpapiere dürfen nicht in einer so genannten Oppositionsliste (Teil IV der Zeitschrift für Wirtschafts- und Bankrecht) aufgelistet sein, also weder verloren gegangen, gestohlen worden oder sonst wie abhandengekommen sein

Grund für diese Strenge ist § 367 HGB, wonach Kreditinstitute selbst bei Inhaberpapieren nicht gutgläubig Eigentum bei gestohlenen, verlorengegangenen oder sonst abhanden gekommenen Inhaberpapieren erwerben können, wenn zur Zeit der Veräußerung oder Verpfändung der Verlust des Papiers im Bundesanzeiger bekanntgemacht und seit dem Ablauf des Jahres, in dem die Veröffentlichung erfolgt ist, nicht mehr als ein Jahr verstrichen war.
Außerdem sind Kreditinstitute nach § 10 Abs. 3 GWG zur Vermeidung der Geldwäsche verpflichtet, ab einem Kurswert von mehr als 15.000 Euro eine Identitätsfeststellung des Einlieferers vorzunehmen.

## Edelmetalle
Um Goldbarren, Silberbarren oder bestimmte Goldmünzen und Silbermünzen von ihrem nicht-physischen und auf Metallkonten verbuchten Pendants zu unterscheiden, werden diese physischen Edelmetalle ebenfalls als effektive Stücke bezeichnet.

## Bedeutung
Effektive Stücke haben heute im Wertpapierhandel kaum noch eine Bedeutung, weil neue Aktien und Anleihen in Globalurkunden verbrieft werden. Allerdings werden immer noch effektive Stücke als Schmuck und Andenken gedruckt, die die gleichen Rechte wie globalbeurkundete Aktien verbriefen. Eine weitere Dematerialisierung erfolgte im Juni 2021 durch das Gesetz über elektronische Wertpapiere (eWpG). Das eWpG sieht für Anleihen und Fondsanteile die Möglichkeit vor den Skripturakt durch die Eintragung im Wertpapierregister nach § 4 Abs. 4 eWpG zu ersetzen. Effektive Stücke werden jedoch bis heute beim Zentralverwahrer in Deutschland verwahrt und verwaltet.
Im Edelmetallhandel haben effektive Stücke dagegen größere Bedeutung, weil sich der Käufer die auf einem Metallkonto verbuchten Edelmetalle unter bestimmten Voraussetzungen effektiv ausliefern lassen kann.